# 소요트족
소요트족(러시아어: сойоты, Soyot)은 부랴트 공화국 오킨스키군(Оки́нский райо́н)에 주로 분포하는 소수민족으로, 튀르크족 유래이나 "몽골화"된 민족이다. 2010년 인구조사 기준 총 인구는 3,608명.
부랴트족과 섞여 살며 동화되어 20세기에 이미 과거의 고유 언어이던 소요트어를 잊고 부랴트어를 쓰고 살았다. 본래 인근의 두하인, 토파인, 토주 투바인과 계통상 가까운 것으로 추정된다.

## 문화
주로 순록 유목을 하는데 이외에 야크·말·소·양 등의 유목도 하며, 수렵·광산노동·피혁가공·목공 등에 종사하기도 한다. 원추형 텐트에 거주하면서 장로제의 씨족으로 나뉘며 여자의 지위는 낮다. 종교는 샤머니즘과 라마교를 믿는다.

## 같이 보기
- 부랴트인